# 1000 km bis zum Meer
1000 km bis zum Meer ist das am 3. Oktober 2008 veröffentlichte erste Studioalbum der deutschen Popgruppe Luxuslärm.
Die Singles 1000 km bis zum Meer und Unsterblich erreichten in Deutschland Chartpositionen in den Top 100. Das Album wurde beim Deutschen Rock- und Pop-Preis zum besten deutschsprachigen Album gewählt, der Song Unsterblich zum besten deutschsprachigen Song 2008. Produziert wurde das Album von Götz von Sydow. Bis zu 2010 wurden 40.000 Alben verkauft.
Das Lied 1000 km bis zum Meer wird vom Goethe-Institut als Beispiel für deutsche Popkultur verwendet.

## Titelliste
| #   | Titel                     | Länge |  |
| --- | ------------------------- | ----- |  |
| 1.  | Solange es noch geht      | 3:48  |  |
| 2.  | 1000 km bis zum Meer      | 3:49  |  |
| 3.  | Soll das etwa alles sein? | 3:34  |  |
| 4.  | Unsterblich               | 4:07  |  |
| 5.  | Hier bin ich              | 4:04  |  |
| 6.  | Du gehst jetzt besser     | 3:12  |  |
| 7.  | Zeichen                   | 3:59  |  |
| 8.  | Ja Ja                     | 3:28  |  |
| 9.  | Was ist mit mir?          | 4:11  |  |
| 10. | Alles wird gut            | 4:34  |  |
| 11. | Von jetzt an              | 4:30  |  |
| 12. | Was sag ich jetzt?        | 3:03  |  |
| 13. | Abschied                  | 4:08  |  |

## Rezeption
Für Tobias Winkler von cdstarts.de ist die Musik „seichter Durchschnitts-Pop-Rock zum Mitsingen und nebenbei Hören“ und kritisiert sie als „flach“ und merkt an: „auch die pseudointellektuellen Texte können leider nicht viel reißen“.
Der Musikstil wird zwischen den Musikgruppen Evanescence, Die Happy und den Guano Apes eingeordnet und das Album als „sehr glatt und mainstreamig produziert“ bewertet. Elektrolurch.de bezeichnet es als „ansprechendes Pop/Rock-Album, mit dem“ die Band „den Durchbruch schaffen könnte.“ Popfrontal lobt das Album als „feine Musik“.